# Bitwa pod Poch’ŏnbo
Bitwa pod Poch’ŏnbo (kor. 보천보 전투, Poch’ŏnbo chŏnt’u) – starcie zbrojne stoczone 4 czerwca 1937 pomiędzy koreańskim oddziałem komunistycznych partyzantów pod dowództwem Kim Ir Sena a okupacyjnymi wojskami japońskimi.

## Kontekst
Od 1910 Korea była okupowana przez Cesarstwo Japonii jako Generalne Gubernatorstwo Korei. Władze japońskie podjęły szereg działań, takich jak utworzenie posterunków policji i baz wojska w Korei, utworzenie różnych instytucji kulturalnych mających na celu narzucanie kultury japońskiej, czy w końcu prześladowanie języka koreańskiego, które spotkały się z oporem Koreańczyków.
Ruch oporu w Korei i sąsiedniej Mandżurii, od 1931 również podporządkowanej Japończykom, narastał w latach trzydziestych. Jednym z jego dowódców był Kim Ir Sen (Kim Il Sŏng), który to w kwietniu 1932 roku sformował w Antu koreański oddział partyzancki, który następnie wszedł w skład chińsko-koreańskiej koalicji partyzanckiej walczącej na terenie Mandżurii. W 1936 roku na posiedzeniu kadr ruchu oporu w Nanhutou zdecydowano o przeniesieniu części działań zbrojnych na terytorium Korei.

## Przebieg
Atak na Poch’ŏnbo był zaplanowaną i przygotowaną operacją partyzantów. W marcu 1937 na naradzie w Sŏgang w powiecie Fusong zdecydowano o przeprowadzeniu operacji na terenie Korei. Partyzanci wyposażyli się też w nowe letnie umundurowanie za sprawą oddziału szwaczek kierowanego przez Ch’oe Hŭi-suk i Pak Su-hwan. Ponadto przed atakiem wysłano na zwiad Kim Hwak-sil i Ma Tong-hŭi w przebraniu wieśniaków, by pozyskali informacje o stanie japońskich sił w Poch’ŏnbo.
W nocy 3 czerwca 1937 oddział koreańskich partyzantów, liczący około 200 osób, przekroczył strzeżoną granicę i rozłożył się na wzgórzu Konjang. 4 czerwca o 22:00, na wystrzał swojego dowódcy, partyzanci wkroczyli do miejscowości Poch’ŏnbo. Zdobyli oni i zniszczyli posterunek japońskiej policji. Bój trwał krócej niż pół godziny. Po bitwie partyzanci podpalili budynki japońskiej administracji kolonialnej, a także rozkleili w miejscowości „Odezwę do ludu koreańskiego” i „10-punktowy program wyzwolenia ojczyzny”, a Kim Ir Sen wygłosił przemówienie do mieszkańców, którzy wyszli na ulice.
Nad ranem partyzanci wycofali się do Mandżurii, gdzie zaraz 5 czerwca rozbili pod Kusi-san japoński pościg, którym dowodził oficer Ogawa. Zanim Japończycy ściągnęli większe siły, partyzanci zdołali się ewakuować do swoich baz w Changbai.

## Znaczenie
Nie była to pierwsza, ani największa z bitew partyzantów Kim Ir Sena – np. zimą 1936/37 partyzanci rozbili japońskie wojska pacyfikacyjne pod Komgol i Hongdusan. Jednak to właśnie atak na Poch’ŏnbo zyskał rozgłos w prasie japońskiej, chińskiej, radzieckiej i francuskiej. Odtąd zwłaszcza radzieckie publikacje pisały o działalności koreańskich partyzantów. Znaczenie propagandowe było znacznie większe od skali sukcesu militarnego, gdyż udany rajd na Poch’ŏnbo zaprzeczył twierdzeniom japońskich władz o rozbiciu partyzantki. Wieści o zwycięstwie partyzantów w Poch’ŏnbo miały pozytywnie zaskoczyć Yo Un-hyonga oraz przywódcę nacjonalistów Kima Gu, a także działaczy socjalistycznych w Seulu.